# Келеберда (Черкаський район)
Келеберда́ — село в Україні, в Ліплявській сільській територіальній громаді Черкаського району Черкаської області. Розташоване на лівому березі Дніпра, за 49 км на північний захід від районного центру — міста Черкас, за 48 км від залізничної станції Золотоноша I.

## Географія
Село ділиться на дві частини (село на півночі і селище на півдні) болотистою місцевістю — залишками невеликої річки Циблі, яка витікала з-під Переяслава і впадала в Дніпро в районі сучасного села. У давнину річка була багатоводною і стрімкою, що давало змогу будувати на ній млини-лодяки, а також запруджувалась для розведення риби. У зв'язку з будівництвом Канівської ГЕС річка зовсім зникла.

## Населення
Населення села становить 957 осіб (2023; 1003 особи в 2013; 1129 особи в 2009; 1194 особи в 2001)[джерело?].

### Мовний склад
Рідна мова населення за даними перепису 2001 року:
| Мова       | Чисельність, осіб | Доля     |
| ---------- | ----------------- | -------- |
| Українська | 1 139             | 95,39 %  |
| Російська  | 42                | 3,52 %   |
| Вірменська | 13                | 1,09 %   |
| Разом      | 1 194             | 100,00 % |

## Історія

### Походження назви
Із переказів відомо, що на високому місці, на березі Дніпра, де не затоплювала повінь, першим оселився рибалка на прізвище Берда. З часом біля нього стали поселятись інші переселенці. Поселення виникло біля Берди, що з часом перефразувалось у Келеберду («коло Берди»).
За іншою версією відомо, що слово Келеберда має татарське походження. На місці, де розташоване поселення, знаходилась татарська фортеця і переправа через Дніпро. Про це свідчать історичні знахідки та пам'ятки. «Чорні клобуки» пильно стежили за переправою і мали там свої укріплення, на що вказує сама назва «Келеберда» — тюрське слово «кале», або «келе», означає «фортеця».

### Давні часи
Колись на території, де знаходиться теперішнє село, було русло Дніпра. Про це свідчать залишки річкового дна: різні черепашки, камені-гальки, які можна знайти на піщаних горбах, що відділяють село від поля. Хоча нині ці піщані горби всі заліснені, починаючи з повоєнних років німецько-радянської війни і завдяки зусиллям Ліплявського та Прохорівського лісництв.
За селом, на пагорбах знаходять бронзові наконечники стріл. Ці та інші знахідки, а також розкопки цілого ряду могил у Келеберді та за нею, у яких знаходили велику кількість черепів та різної зброї, говорять про те, що на території села відбувались великі бої. На території поселення проходив кордон між Київською Руссю і племінними угрупуваннями степових кочовиків. Місце було небезпечне. У XI—XIII століттях давньоруські князі використовували для охорони південних кордонів Русі вихідців з тюркомовних племен, так званих «чорних клобуків». У літописах згадується їхнє поселення біля давньоруського міста Заруба, неподалік важливого броду через Дніпро.
У 1970-х роках Келебердою зацікавились співробітники кафедри археології Київського державного університету. Це сталося після того, як на кафедру потрапила залізна бойова сокира епохи Київської Русі, яка була знайдена місцевими жителями на території села. Співробітники кафедри археології під керівництвом Сергія Васильченка неодноразово приїздили в Келеберду для проведення розкопок. У піску їм траплялися численні уламки так званої багатовалинової кераміки епохи бронзи 2 тисячоліття до нашої ери. Викопали і кілька фрагментів горщиків черняхівської культури — II—V століття н. е. Знайшли вони багато черепків українського посуду, дитячу глиняну іграшку-свистунець у вигляді стилізованої фігурки кабанчика і кілька шматків глиняної обмазки печей і долівки. У Келеберді знаходили римські монети, уламки черняхівської бронзової фібули, застібки для одягу. Відкрито курганний могильник епохи Київської Русі.

### Козаччина
При Гетьманщині, у XVII-XVIII столітті село Келеберда у складі Ліплявської сотні Переяславського полку (не плутати з містечком Келеберда Полтавському полку).
У 1735 році в селі проживало 194 козаки, а у 1767 році тут мешкало 425 осіб, або 82 сім'ї.
З ліквідацією сотенного устрою село перейшло до складу Золотоніського повіту Київського намісництва.
За описом Київського намісництва 1787 року в Келеберді проживало 589 душ. Село було у володінні різного звання «казених людей», козаків і власників: полковника київського Луки Лукашевича, колезького асесора Івана Каневського і бунчукового товариша Володимира Лазаревича.

### За часів Російської імперії
У 1859 році вже налічувалось 4 952 жителі, з них — 1 986 козаків.
За часів кріпацтва у селищі мали свої маєтки поміщики Каневські та Базидевичі. Їм належали луки, що тяглися уздовж берега річки Дніпра, дубові і березові гаї та поле, розташоване за пісками на схід від Келеберди. Пізніше цими землями заволоділа поміщиця Райкович, при якій збудована цегельня, залишки якої збереглися й до цього часу.
У селі діяла винокурня, шинок. Поміщиця хотіла з власної цегли побудувати в селі церкву, але викликані з Києва майстри визнали цеглу неякісною. Тому церкву збудували дерев'яну, а з цегли зробили огорожу товщиною у 80 см і заввишки 2,5—3 м. Церква збудована в заруб та обшита дошками. На її побудову селяни по можливості вносили пожертвування. Складені списки осіб, які вносили кошти на будівництво, закладалися в рублені стіни.
У 1934 році церква була переобладнана під сільський клуб. У роки німецької окупації в 1941—1943 роки вона тимчасово відновила свою роботу. Після війни це приміщення використовувалося під клуб та бібліотеку. У 1975 році приміщення церкви переобладнали під спортивний зал та історичний музей. У 1979 році його розібрали як таке, що не придатне для подальшого використання. Тоді й було знайдено списки людей, які вносили свої кошти на побудову церкви.
У 1878 році було відкрито церковноприходську школу на одне класне приміщення. Проте, у 1900 році школа згоріла, заняття ніде не проводилися. У 1903 році дячиха Миславська навчала дівчат-селянок килимарству. Пізніше на цьому місці був закладено липовий парк, де нині знаходиться Братська могила воїнів, які загинули в роки німецько-радянської війни та пам'ятний знак жертвам голодомору 1932—1933 років.

### Радянська доба

#### Початок радянської окупації
У 1929 році,під час примусової колективізації, організовано товариство із спільного обробітку землі «Дніпрова хвиля». У 1932 році група селян-середняків об'єднались в артіль «Тарасова думка». З часом ці 2 артілі перейменувалися в два колгоспи імені Мануїльського та імені Карла Маркса, які пізніше, в 1950 році, були об'єднані в колгосп імені Карла Маркса.
У 1930-х роках за ініціативи і під керівництвом вчителів Майдана Івана Степановича та Дереви Сильвестра Максимовича в селі був створений драматичний гурток «Просвіта». З великим успіхом виступав самодіяльний хор під керівництвом Румини Василя Панасовича. У клубі активно і регулярно діяли різні гуртки: співочий, драматичний, радіогурток.
У 1932-1933 роках комуністична влада влаштувала штучний голод, спрямований на геноцид українського народу. За спогадами місцевого мешканця, близько 2/3 населення Келеберди вимерло під час голодомору.
У 1935 році було відкрито семирічну школу.

#### Друга Світова війна
Під німецькою окупацією село знаходилось з липня 1941 року. Гітлерівці зруйнували і спалили колгоспні господарства та значну частину селянських осель. Твердження часів СРСР про те, що більшість жителів воювали з німцями в партизанському загоні, який діяв у Ліплявських лісах є типовою вигадкою. Власне, як і діяльність самого загону, який фактично просто переховувався. Зокрема, Іван Василака, який до війни був головою місцевого колгоспу, діяв у партизанському загоні разом з дитячим письменником Аркадієм Гайдаром. Аркадій Гайдар був вбитий поліцаями, що приїхали на чотирьох підводах, з навколишніх сіл і влаштували засідку в кількох десятках метрів від залізничного переїзду, оскільки знали, що саме там залізничні шляхи будуть переходити совєтські партизани, які навідувались до жінки, що в Ліплявому займалась самогоноварінням, в хаті цієї жінки згодом було створено музей Гайдара. Кумедний факт: письменник-пропагандист Борис Ємєльянов відвідав Ліпляве і Келеберду для збору інформації про Голікова (справжнє прізвище Гайдара), при підготовці до написання біографічного роману. Ємєльянову сказали, що певні дані може надати селянин Румина. Коли ж останнього попросили надати якісь відомості Румина не церемонячись відповів, що вся 'діяльність' Гайдара зводилась до того, що 'ховались в лісі та по самогон забігали в село', на що Ємєльянов вдавано обурено відповів 'Да что вы такое говорите!'. На цьому збір інформації для майбутньої книги серед селян завершився. 23 вересня 1943 року Келеберда відвойована у німців воїнами 93-ї Червонопрапорної ордена Суворова Миргородської стрілецької дивізії та 206-ї стрілецької дивізії. На фронтах війни Келеберда втратила 143 своїх односельчан. У Братській могилі поховано 26 відомих воїнів та 66 невідомих, які загинули при визволенні села.

#### Повоєнні роки
У 1966 році в селі налічувалося 554 окремих господарства, населення села становило 1 436 осіб. Передові люди колгоспного виробництва — доярки Г. Д. Коптіла та О. С. Діхтяренко, телятниці Раїса Коляда і Марія Соколовська, ланкові П. Я. Міщенко і Мелашка Кононенко, комбайнер Федір Шакало, тракторист Павло Міщенко, шофер Володимир Красовський, фуражир Максим Коптілий. Урядовими нагородами відзначені Ф. П. Шакало та В. П. Красовський. У восьмирічній школі навчалося 184 учні. У школі були обладнані хімічний та фізичний кабінети. Сільська бібліотека, книжковий фонд якої становив 7 346 книг, за рік обслуговувала 700 читачів.
В 1972 році в селі мешкало 1 426 осіб. Колгосп імені Карла Маркса мав в користуванні 2,2 тисяч га сільськогосподарських угідь, у тому числі 1,5 тисяч га орної землі. Господарство спеціалізувалось на вирощуванні зернових культур, було розвинуте тваринництво. У травні 1974 року колгосп імені Карла Маркса перейменовано в колгосп «Росія» у зв'язку з об'єднанням в єдине господарство із сусідніми селами Прохорівка та Сушки, яке пізніше було перейменовано в «Дніпро».
1972 року озеро Криве поруч з селом було оголошене пам'яткою природи місцевого значення як резерват цінної фауни — бобрів, козуль, зайців, диких качок, — але 1976 року статус пам'ятки природи було скасовано.
У 1987 році неповна середня школа села Келеберди отримала статус середньої під керівництвом відмінника освіти України Дорошенка Василя Миколайовича.

### Незалежність
У 1995 році було проведено розпаювання колективних земель. У грудні 1999 року КСП «Дніпро» реорганізовано в СТОВ. У селі за сприяння благодійного фонду «Тарасова земля» відкрито пам'ятний знак «Гори мої високії» на місці, де Тарас Шевченко написав картину «Коло Канева».
До 2020 року Келеберда відносилася до Канівського району.

## Сучасність
На території села діють загальноосвітня школа, Будинок культури, бібліотека, магазини, пошта, фельдшерсько-акушерський пункт, лісництво, 3 пилорами. До села підведено газопровід. На землях сільської ради працює НВФ «Урожай».

## Історичні пам'ятки
На території села знаходяться багато історичних пам'яток:
- курганний могильник доби Київської Русі;
- Троїцька церква (у середині XIX століття тут зберігалося Євангеліє 1600 року з написом, що його подаровано церкві в 1635 році козаком Пилипом Яковичем);
- лісове урочище «Мазепин Яр»;
- місце бою з росіянами 1709 року;
- фортеця XVIII століття (зруйнована);
- козацька могила 1911 року.

## Відомі люди

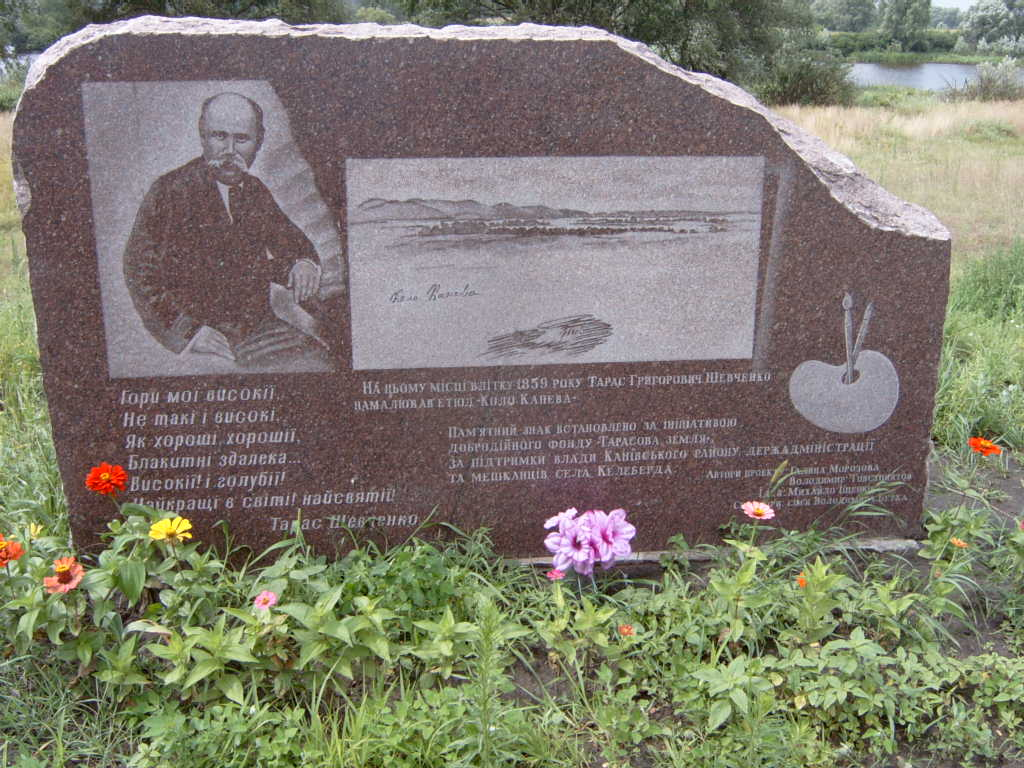
Пам'ятний знак на місці, де Т.Шевченко написав картину «Коло Канева»

З історією села тісно пов'язані прізвища відомих політичних та культурних діячів. Серед них:
- Шевченко Тарас Григорович — перебував у 1843 році під час подорожі до села Прохорівка;
- Гоголь-Яновський Афанасій Дем'янович — полковий писар Миргородського полку, перекладач Генеральної військової канцелярії;
- Мазепа Іван Степанович — Гетьман України.

Уродженцями села є:
- Алексеєнко Михайло Іванович (1920—1981) — радянський військовий діяч, генерал-лейтенант авіації.
- Марія Брайко (1897—1972) — народна поетеса, співачка.
- Ковельський Яків Павлович — філософ-просвітитель, письменник, педагог, військовий діяч. Походив з козацької родини. Дитячі роки провів у Келеберді;
- Лукашевич Лука Михайлович — військовий діяч, полковник Київського полку;
- Лебідь Максим Максимович — поет, автор багатьох поезій, директор Будинку літераторів у Харкові;
- Олексієнко Микола Мусійович (14.10.1933 — 04.05.2015) — заслужений працівник культури України, актор Чернігівського драматичного театру ім. Т. Г. Шевченка, директор-засновник Чернігівського обласного центру підвищення кваліфікації працівників культури, педагог, народний поет.
- Скляренко Семен Дмитрович (1901—1962) — український радянський письменник, автор історичних романів та белетрист.

Село згадується в повісті Івана Ющука «Троє на Місяці».